# 波稳尼威区
波稳尼威区（แขวงบวรนิเวศ），曼谷拍那空县的一个区，得名于区内波稳尼威寺。2017年人口为4,837。

## 地点
- 波稳尼威寺
- 沙迪威他亚中学：著名女校
- 王孙寺
- 民主紀念碑